# Bagalkot (distrikt)

Distriktet

Bagalkot är sedan 1997 ett distrikt i norra delen av den indiska delstaten Karnataka. Det har en yta på 6 575 kvadratkilometer. Huvudorten är Bagalkot.